# Straton von Sardis
Straton war ein aus Sardes stammender griechischer Dichter des 2. Jahrhunderts n. Chr.
Straton kann wegen der Nennung des Arztes Artemidorus Capito in die Regierungszeit des Kaisers Hadrian (117–138) datiert werden. Er wird am Beginn des 3. Jahrhunderts von Diogenes Laertios erwähnt. Ansonsten ist kaum etwas zu seinem Leben bekannt.
Auf Straton geht die Anthologie Μοῦσα Παιδική (Musa Puerilis, die Knabenmuse) zurück, die in der später redigierten, als 12. Buch der Griechischen Anthologie überlieferten Fassung insgesamt 258 Epigramme von 30 Autoren aus fünf Jahrhunderten enthält. Von Straton selbst sind darin 94 Epigramme enthalten. Hinzu kommen fünf weitere im 11. Buch und eines im 16. Buch der Griechischen Anthologie; insgesamt sind damit 100 Epigramme von Straton bekannt, die sich durch ihr fast ausschließliches Thema Päderastie und durch ihre formale Gewandtheit auszeichnen.
Stratons Verse waren offenbar noch im 4. Jahrhundert im lateinischsprachigen Westen des Römischen Reichs bekannt, denn ein scherzhaftes erotisch-mathematisches Rätselepigramm des Ausonius nimmt deutlich darauf Bezug. Im 10. Jahrhundert wurden sie – mit einer entschuldigenden Vorbemerkung – von byzantinischen Gelehrten in die Anthologia Palatina aufgenommen. Als Maximos Planudes im späten 13. Jahrhundert seine Anthologie zusammenstellte, nahm er von den 258 Epigrammen des 12. Buchs lediglich 16 auf. Die neuzeitliche Rezeption konnte erst vergleichsweise spät einsetzen, da die Griechische Anthologie insgesamt erst 1772–1776 erstmals gedruckt wurde. Die Sammlung des 12. Buchs ließ sich erst ab der zweiten Ausgabe von Friedrich Jacobs (Band 2, 1814), die der Reihenfolge der Epigramme im Codex Palatinus folgte, im Zusammenhang erfassen.
Die Ausgabe von Johann Friedrich Dübner (Band 2, Paris 1872) bot Gelehrten neben dem griechischen Text auch die bereits im 17. Jahrhundert erstellte lateinische Versübersetzung von Hugo Grotius. Übersetzungen von Epigrammen der Griechischen Anthologie in die Volkssprachen enthielten höchstens eine kleine Auswahl von Stratons Versen; ihr hauptsächliches Thema fiel unter ein religiös-moralisches Tabu. Um 1900 entdeckten homosexuelle Dichter und Publizisten (beispielsweise Elisar von Kupffer) Straton für sich und ihr Publikum wieder.  Weitere Verbreitung fanden dann die vollständigen Übersetzungen im Rahmen der zweisprachigen Anthologie-Gesamtausgaben von William Roger Paton (Loeb Classical Library, griechisch/englisch, 5 Bände, 1916–18) und Hermann Beckby (Sammlung Tusculum, griechisch/deutsch, 4 Bände, 1957–58).